# Europastraße 010
Die Europastraße 010 (kurz: E 010) ist eine rund 570 Kilometer lange Europastraße des Zwischennetzes in Kirgisistan. Sie ist Teil der M41 und wird auch Tian-Shan-Highway genannt.

## Verlauf
Die Europastraße 010 beginnt in Osch, wo sie von der Europastraße 007 abzweigt, und verläuft von dort in nordöstlicher Richtung nach Bischkek an der Europastraße 40.